# Exechia dizona
Exechia dizona är en tvåvingeart som beskrevs av Edwards 1924. Exechia dizona ingår i släktet Exechia och familjen svampmyggor. Arten är reproducerande i Sverige. Inga underarter finns listade i Catalogue of Life.